# Fugitivos del terror rojo
Fugitivos del terror rojo (título original, Man on a Tightrope) es una película estadounidense de 1952 dirigida por Elia Kazan y protagonizada por Fredric March, Terry Moore y Gloria Grahame. Fue presentada en el Festival de Berlín. El guion de Robert E. Sherwood adapta la novela homónima escrita en 1952  por Neil Paterson basada en la historia real, que apareció en el magazine International Incident, de la huida del Circo Brumbach de la Alemania Oriental en 1950. Miembros del Circo Brumbach aparecieron en la película como extras.

## Argumento
En 1952 Checoslovaquia, el hombre de circo Karel Černík lucha por mantener unido a su amado Cirkus Černík, que pertenecía a su familia antes de ser nacionalizado por el gobierno comunista. El gobierno permite que Černík administre el circo, pero lidia con el deterioro de las condiciones en el circo, la pérdida de sus trabajadores en el estado y la tensión con su hija Tereza y su joven segunda esposa Zama, que todos sospechan le es infiel. Černík quiere poner fin a un romance en ciernes entre Tereza y Joe Vosdek, que solo lleva un año en el circo.
Černík es interrogado en la sede del S.N.B. seguridad del Estado en Pilzen, sobre por qué no está mostrando en su circo los actos de propaganda marxista impuestos por el gobierno. Černík explica que los sketches no eran graciosos, y que el público prefiere su acto habitual. El jefe de la S.N.B. le ordena reanudar el acto requerido y despedir a una veterana integrante del circo que se hace llamar "La Duquesa". El ministro de propaganda Fesker le pregunta casualmente sobre una radio en su tráiler, alertando a Černík de que hay un espía entre ellos. Černík es multado y liberado, aunque Fesker cree que es una amenaza para el estado. Černík, inspirado por una reciente huida, decide escapar pasando por la frontera de Baviera.

## Reparto
- Fredric March como Karel Černík
- Terry Moore como Tereza Černík
- Gloria Grahame como Zama Černík
- Cameron Mitchell como Joe Vosdek
- Adolphe Menjou como Fesker
- Robert Beatty como Barović
- Alexander D'Arcy como Rudolph
- Richard Boone como Krofta
- Pat Henning como Konradin
- Paul Hartman como Jaromír
- John Dehner como el jefe de SNB